# 王麗紅
王 麗紅（ワン・リーホン、簡体字: 王 丽红、英語: Wang Lihong、1970年11月22日 - ）は、中国・吉林省敦化市出身の女子ソフトボール選手（投手）。左投左打。元ソフトボール中国代表。アトランタオリンピック銀メダリスト。

## 経歴

### 中国代表として
1996年アトランタオリンピック、2000年シドニーオリンピックに出場。アトランタオリンピックでは中国代表の主戦投手として7試合に登板し、銀メダルを獲得した。
- 1989年 - 中国代表に選出
- 1990年 - 第7回世界選手権に出場（3位）
- 1990年 - 第11回アジア大会に出場（優勝、最優秀投手）
- 1991年 - 第5回アジア選手権に出場（優勝、最優秀投手）
- 1994年 - 第8回世界選手権に出場（準優勝）
- 1994年 - 第12回アジア大会に出場（優勝）
- 1995年 - 第6回アジア選手権に出場（優勝）
- 1996年 - アトランタオリンピックに出場（準優勝）
- 1998年 - 第9回世界選手権に出場（4位）
- 1998年 - 第13回アジア大会に出場（優勝）
- 2000年 - シドニーオリンピックに出場（4位）

### 日本リーグ時代
1996年-1999年の4シーズン、日本リーグの日通工でプレー。2度の完全試合達成、リーグ最優秀投手賞受賞などの活躍を見せた。
- 1996年 - 日本リーグ2部の日通工に入団。9月6日のIHI戦、10月6日の大徳ドレッサズ戦で完全試合を達成。年間防御率0.00（6勝2敗）で1部昇格に貢献。
- 1997年 - 9月7日のデンソー戦でノーヒットノーランを達成。前年に続き防御率0.00（5勝2敗）で、最優秀投手賞およびベストナイン賞（投手）を受賞。
- 1998年 - シーズン最終登板となる10月18日の豊田自動織機戦で、来日3年目で初となる自責点「1」を記録。

### 国際殿堂入り
2022年7月に台湾の台北で開催された世界野球ソフトボール連盟（WBSC）総会において、現役選手時代の活躍が評価され、選手部門における国際ソフトボール殿堂入りを果たした。

## 詳細情報
| 年度 | チーム | 所属リーグ    | 勝 | 敗 | 防御率 | 奪三振 | 投球回 | 自責点 | 備考     |
| ---- | ------ | ------------- | -- | -- | ------ | ------ | ------ | ------ | -------- |
| 1996 | 日通工 | 日本リーグ2部 | 6  | 2  | 0.00   | 111    | 70.2   | 0      |          |
| 1997 | 日通工 | 日本リーグ    | 5  | 2  | 0.00   | 68     | 51.2   | 0      | [ 注 1 ] |
| 1998 | 日通工 | 日本リーグ    | 7  | 1  | 0.11   | 84     | 65.2   | 1      |          |
| 1999 | 日通工 | 日本リーグ    | 6  | 6  | 0.21   | 151    | 98.0   | 3      |          |

- 斜字は下位リーグでの成績